# Прозорість води
Прозо́рість води́ (англ. transparency of water, water clarity, нім. Wasser-durchsichtigkeit f, Durchsichtigkeit f des Wassers) – властивість води пропускати вглиб світлові промені. Прозорість води залежить від товщини шару води, через яку проходить світло, від кольоровості і каламутності води, тобто від вмісту в ній різних барвників, завислих мінеральних і органічних речовин. 
Мірою прозорості служить висота стовпа води, за якої можна спостерігати білий диск-прозоромір певних розмірів, що його занурюють у воду, або розрізняти на білому папері стандартний шрифт певного розміру і типу. Результати виражаються в сантиметрах із зазначенням способу вимірювання. 
За ступенем прозорості води поділяють на: 
- 1) прозорі;
- 2) слабко прозорі;
- 3) слабко каламутні;
- 4) каламутні;
- 5) сильно каламутні.

Найпрозоріша вода в Саргасовому морі - до 66 м.
У природних водоймах для оцінки прозорості користуються диском Секкі. Його опускають на таку глибину, щоб він повністю зник з виду, ця глибина й уважається прозорістю. Подібний спосіб вимірювання був уперше застосований у ВМС США в 1804 році. У цей час існує також ряд електронних приладів для вимірювання прозорості води.